# Ione (nome)
Ione  è un nome proprio di persona italiano femminile.

## Varianti
- Femminili: Jone
- Maschili: Ione

## Origine e diffusione
Deriva dal termine greco antico ιον (ion), che significa "viola" (il colore o anche il fiore); dalla stessa radice derivano anche i nomi Iole, Iolanda e Viola. Altre interpretazioni danno invece al nome il significato di "appartenente agli Ioni".
Il nome era portato da un personaggio della mitologia greca, Ione, una ninfa nutrice del dio Dioniso, ed è in uso nella lingua inglese sin dal XIX secolo, anche se probabilmente basato sul toponimo greco Ionia, una regione costiera dell'Asia Minore.
Il nome è occasionalmente usato anche al maschile, ma è di gran lunga più diffuso al femminile. Va notato che il diminutivo inglese Nonie è condiviso con il nome Nora, così come la forma alterata Jone coincide col femminile basco di Giovanni.

## Onomastico
Il nome è adespota, non essendo portato da alcuna santa. L'onomastico può pertanto essere festeggiato il 1º novembre per Ognissanti.

## Persone

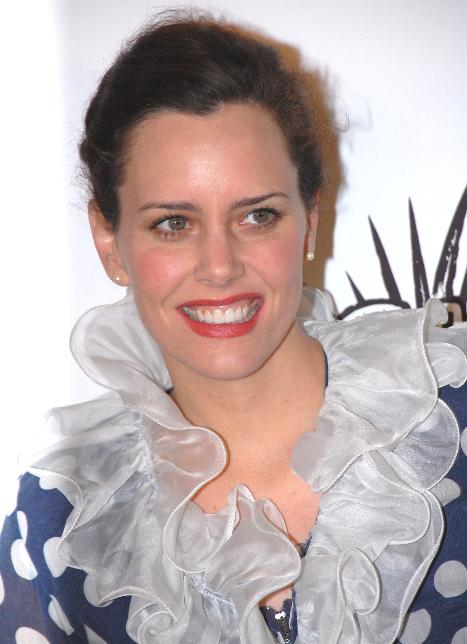
Ione Skye

- Ione Skye, attrice britannica

### Variante Jone
- Jone Caciagli, cantante italiana
- Jone Morino, attrice italiana
- Jone Romano, attrice italiana
- Jone Salinas, attrice italiana

### Variante maschile Ione
- Ione di Chio, drammaturgo greco antico

## Il nome nelle arti
- Ione è la protagonista del romanzo di Edward Bulwer-Lytton Gli ultimi giorni di Pompei e dei numerosi adattamenti teatrali e cinematografici che ne hanno contribuito alla diffusione.